# 马任加鳄属

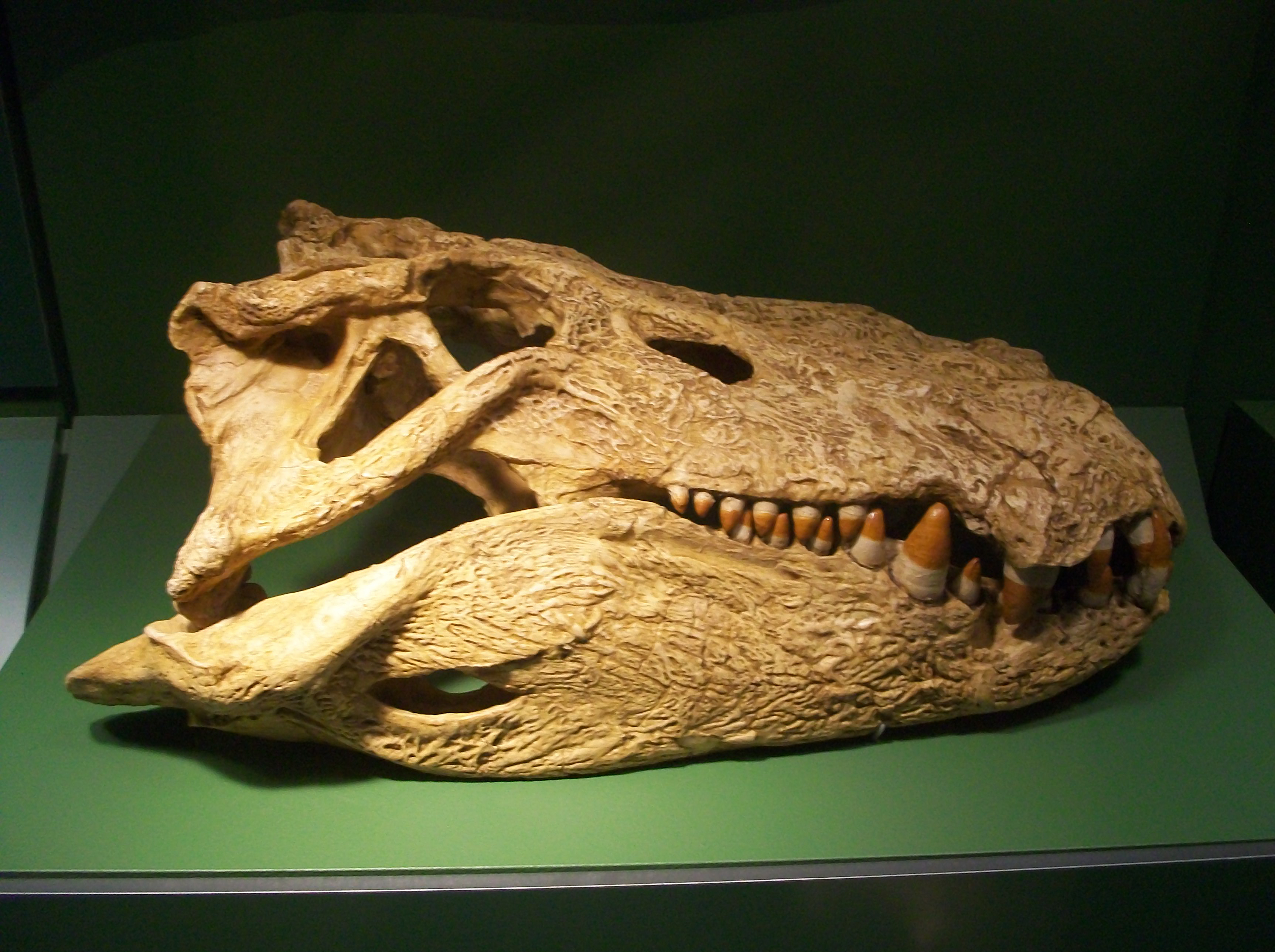
馬任加鱷的頭顱骨，芝加哥菲爾德博物館

馬任加鱷（屬名：Mahajangasuchus）是種已滅絕的鱷類，擁有鈍、圓錐狀牙齒。模式種是M. insignis，生存於白堊紀晚期。馬任加鱷的化石是在馬達加斯加北部的梅法拉諾組發現。馬任加鱷的身長估計可達約3公尺，體重估計可達360公斤。
保羅·塞里諾（Paul Sereno）等人的2001年研究將馬任加鱷歸類於Trematochampsidae科。Turner與Calvo的2005年研究則將牠們歸類於波羅鱷科。

## 外部連結
- Turner, Alan H. (2004). "Crocodyliform biogeography during the Cretaceous: evidence of Gondwanan vicariance from biogeographical analysis"[]. Proceedings of the Royal Society B, volume 271. p 2003-2009 DOI 10.1098/rspb.2004.2840